# سجاد ندری
سجاد ندری (زاده خرداد ۱۳۶۹، الشتر) بازیکن هندبال ایرانی است که در پست بغل راست برای تیم ملی هندبال ایران بازی می‌کند.

## حضور در تیم ملی ایران
ندری در سه دورهٔ مسابقات قهرمانی مردان آسیا حضور داشت و در سال ۲۰۱۴ مدال برنز را به همراه تیم ایران کسب کرد. ندری در مسابقات قهرمانی جهان در سال ۲۰۱۵ و مسابقات قهرمانی آسیا در سال ۲۰۱۶ نیز عضو تیم ملی بود.

### مسابقات بین‌المللی
قهرمانی آسیا
- جده ۲۰۱۲[۵]
- منامه ۲۰۱۴ –  مدال برنز
- منامه ۲۰۱۶

قهرمانی جهان
- دوحه ۲۰۱۵